# کبوتر بال‌خالدار
 کبوتر بال‌خالدار (نام علمی: Patagioenas maculosa) نام یک گونه از سرده کبوتر میدانی آمریکایی است.